# Thomas Wæhler
Thomas Wæhler (Oslo, 28 luglio 1973) è un ex calciatore norvegese, di ruolo difensore.

## Biografia
È sposato con Kristine Edner, ex calciatrice professionista.

## Carriera

### Club
Wæhler cominciò la carriera professionistica con la maglia del Lyn Oslo. Esordì nella Tippeligaen in data 26 luglio 1992, schierato titolare nel successo per 0-1 sul campo del Mjøndalen. Il 16 maggio 1993, segnò la prima rete nella massima divisione norvegese, nel pareggio per 1-1 contro il Kongsvinger. Alla fine di quella stessa stagione, il Lyn Oslo retrocesse nella 1. divisjon. Wæhler contribuì comunque al raggiungimento della finale di Coppa di Norvegia 1994, persa però per 3-2 contro il Molde. Nel campionato 1996, il Lyn Oslo centrò il traguardo della promozione, ma Wæhler fu ceduto nel corso dello stesso anno ai danesi del Lyngby, con la formula del prestito.
Terminato questo periodo, disputò un'altra stagione con la maglia del Lyn Oslo. Fu poi ceduto a titolo definitivo allo Strømsgodset, debuttando con questa casacca in data 13 aprile 1998: fu titolare nella sconfitta casalinga per 0-2 contro il Rosenborg. La settimana seguente, e precisamente il 19 aprile, siglò il primo gol: fu autore di una marcatura nel pareggio per 2-2 contro il Tromsø. Lo Strømsgodset retrocesse al termine del campionato 1999, ma riconquistò la promozione in quello del 2000. Retrocesse ancora nel 2001 e Wæhler giocò gli ultimi due anni in squadra nella 1. divisjon.
Militò allora nel Mjøndalen (in 3. divisjon) e nel Bærum (in 2. divisjon). Nel 2009 si accordò con lo Skeid, formazione di Adeccoligaen, per cui disputò il primo incontro in data 5 aprile, nel successo per 0-3 in casa del Notodden. Si trasferì poi al Mjøndalen. Dal 2010, venne ingaggiato dal Røa.
Nel 2015, giocò per il Bærumsløkka.

### Nazionale
Wæhler conta 6 presenze per la Norvegia under 21.